# Nanoa enana
Nanoa enana är en spindelart som beskrevs av Hormiga, Buckle och Nikolaj Scharff 2005. Nanoa enana ingår i släktet Nanoa och familjen Pimoidae. Inga underarter finns listade i Catalogue of Life.